# Primeira Liga da Federação da Bósnia e Herzegovina
A M:tel Primeira Liga da Federação da Bósnia e Herzegovina (Bósnia: m:tel Prva liga Federacije Bosne i Hercegovine / м:тел Прва лига Федерације Босне и Херцеговине) é uma liga de futebol da Bósnia e Herzegovina. Juntamente com a Primeira Liga da Republika Srpska, forma o segundo escalão do futebol na Bósnia e Herzegovina.
A liga é composta por 16 times. Cada equipe joga um total de 30 jogos no decorrer de uma temporada regular, duas vezes contra cada equipe (uma em casa e outra fora). O campeão da liga é promovido à Premijer Liga. As equipes rebaixadas caem para a Segunda Liga da Federação da Bósnia e Herzegovina. O número de clubes rebaixados depende de quantas equipes entrarão na competição - quatro vencedores das ligas de terceiro nível (Segunda Liga) e clubes rebaixados da Premijer Liga. Dependendo da situação, três a cinco times podem ser rebaixados.

## Equipes participantes em 20-21
| Equipe             | Última temporada |
| ------------------ | ---------------- |
| Bratstvo Gračanica | 12º              |
| Budućnost Banovići | 11º              |
| Čapljina           | 5º               |
| Goražde            | 3º               |
| GOŠK Gabela        | 4º               |
| Igman Konjic       | 8º               |
| Jedinstvo Bihać    | 14º              |
| Orašje             | 13º              |
| Posušje            | Promovido        |
| Radnik Hadžići     | 16º              |
| Rudar Kakanj       | 6º               |
| Slaven Živinice    | 15º              |
| TOŠK Tešanj        | 2º               |
| Travnik            | 7º               |
| Vis Simm-Bau       | Promovido        |
| Zvijezda Gradačac  | 9º               |

## Campeões[1]
- 1995–96 NK Bosna Visoko (Norte), FK Radnik Hadžići (Sul)
- 1996–97 NK Drina Zvornik-Živince (Norte), FK Olimpik (Sul)
- 1997–98 FK Budućnost Banovići (Norte), FK Vrbanjuša (Sul), NK Iskra Bugojno (Sul)
- 1998–99 FK Krajina Cazin
- 1999–00 NK Travnik
- 2000–01 HNK Grude
- 2001–02 NK Žepče
- 2002–03 NK Travnik
- 2003–04 FK Budućnost Banovići
- 2004–05 NK Jedinstvo Bihać
- 2005–06 FK Velež Mostar
- 2006–07 NK Travnik
- 2007–08 NK Zvijezda Gradačac
- 2008–09 FK Olimpik
- 2009–10 FK Budućnost Banovići
- 2010–11 NK GOŠK Gabela
- 2011–12 NK Gradina
- 2012–13 NK Vitez
- 2013–14 FK Sloboda Tuzla
- 2014–15 FK Mladost Doboj Kakanj
- 2015–16 NK Metalleghe-BSI
- 2016–17 NK GOŠK Gabela
- 2017–18 FK Tuzla City
- 2018–19 FK Velež Mostar
- 2019–20 FK Olimpik